# Campeonato Argentino de Futebol de 2015
O Campeonato Argentino de Futebol de 2015 foi uma competição com organização da Asociación del Fútbol Argentino (AFA) no que concerne as cinco divisões nacionais. Se iniciou em fevereiro e terminou em dezembro. O Club Atlético Boca Juniors sagrou-se campeão argentino.

## Regulamento
Foi disputado em sistema de pontos corridos onde todas as equipes se enfrentavam em jogos de ida e volta contra os rivais, deixando um total de 30 partidas. Os dois primeiros colocados se classificam diretamente para a fase de grupos da Copa Libertadores da América de 2016. As equipes que terminarem entre os 3º e 6º lugares, disputarão a terceira vaga argentina em um playoff. Enquanto, o vencedor do playoff entre na primeira fase da Libertadores. As equipes que terminarem entre os 7º e 18º lugares, disputaram playoffs para definir os representantes argentinos na Copa Sul-Americana de 2016. O descenso foi de dois clubes, pela média das quatro últimas temporadas.

## Classificação[8]
| Pos. | Equipes                   | P  | J  | V  | E  | D  | GM | GS | SG  | Classificação ou rebaixamento                          |
| ---- | ------------------------- | -- | -- | -- | -- | -- | -- | -- | --- | ------------------------------------------------------ |
| 1    | Boca Juniors              | 64 | 29 | 20 | 4  | 5  | 48 | 23 | 25  | Fase de Grupos da Copa Libertadores da América de 2016 |
| 2    | San Lorenzo de Almagro    | 58 | 29 | 17 | 7  | 5  | 43 | 20 | 23  | Fase de Grupos da Copa Libertadores da América de 2016 |
| 3    | Rosario Central           | 56 | 29 | 15 | 11 | 3  | 43 | 25 | 18  | Playoffs à Libertadores de 2016                        |
| 4    | Racing Club de Avellaneda | 56 | 29 | 16 | 8  | 5  | 40 | 23 | 17  | Playoffs à Libertadores de 2016                        |
| 5    | CA Independiente          | 51 | 29 | 13 | 12 | 4  | 43 | 22 | 21  | Playoffs à Libertadores de 2016                        |
| 6    | Belgrano                  | 50 | 29 | 14 | 8  | 7  | 32 | 22 | 10  | Playoffs à Libertadores de 2016                        |
| 7    | CA River Plate            | 49 | 29 | 13 | 10 | 6  | 46 | 31 | 15  | Playoffs à Copa Sul-Americana de 2016                  |
| 8    | Estudiantes de La Plata   | 48 | 29 | 13 | 9  | 7  | 32 | 28 | 4   | Playoffs à Copa Sul-Americana de 2016                  |
| 9    | Banfield                  | 47 | 29 | 13 | 8  | 8  | 36 | 31 | 5   | Playoffs à Copa Sul-Americana de 2016                  |
| 10   | Tigre                     | 45 | 29 | 12 | 9  | 8  | 32 | 25 | 7   | Playoffs à Copa Sul-Americana de 2016                  |
| 11   | Quilmes                   | 45 | 29 | 13 | 6  | 10 | 37 | 35 | 2   | Playoffs à Copa Sul-Americana de 2016                  |
| 12   | Gimnasia y Esgrima (LP)   | 44 | 29 | 12 | 8  | 9  | 40 | 36 | 4   | Playoffs à Copa Sul-Americana de 2016                  |
| 13   | Unión                     | 41 | 29 | 9  | 14 | 6  | 38 | 35 | 3   | Playoffs à Copa Sul-Americana de 2016                  |
| 14   | Lanús                     | 39 | 29 | 9  | 12 | 8  | 31 | 28 | 3   | Playoffs à Copa Sul-Americana de 2016                  |
| 15   | Aldosivi                  | 37 | 29 | 10 | 7  | 12 | 35 | 40 | -5  | Playoffs à Copa Sul-Americana de 2016                  |
| 16   | Newell's Old Boys         | 37 | 29 | 9  | 10 | 10 | 25 | 30 | -5  | Playoffs à Copa Sul-Americana de 2016                  |
| 17   | Olimpo                    | 36 | 29 | 8  | 12 | 9  | 22 | 24 | -2  | Playoffs à Copa Sul-Americana de 2016                  |
| 18   | San Martín (SJ)           | 34 | 29 | 7  | 13 | 9  | 31 | 34 | -3  | Playoffs à Copa Sul-Americana de 2016                  |
| 19   | Argentinos Juniors        | 32 | 29 | 8  | 8  | 13 | 30 | 38 | -8  |                                                        |
| 20   | Defensa y Justicia        | 31 | 29 | 8  | 7  | 14 | 26 | 30 | -4  |                                                        |
| 21   | Colón                     | 31 | 29 | 6  | 13 | 10 | 24 | 30 | -6  |                                                        |
| 22   | Godoy Cruz                | 31 | 29 | 8  | 7  | 14 | 31 | 39 | -8  |                                                        |
| 23   | Sarmiento                 | 30 | 29 | 7  | 9  | 13 | 23 | 32 | -9  |                                                        |
| 24   | Huracán                   | 29 | 29 | 6  | 11 | 12 | 28 | 36 | -8  |                                                        |
| 25   | Vélez Sarsfield           | 29 | 29 | 7  | 8  | 14 | 27 | 36 | -9  |                                                        |
| 26   | Temperley                 | 29 | 29 | 6  | 11 | 12 | 19 | 29 | -10 |                                                        |
| 27   | Arsenal                   | 27 | 29 | 7  | 6  | 16 | 25 | 43 | -18 |                                                        |
| 28   | Nueva Chicago             | 26 | 29 | 6  | 8  | 15 | 27 | 37 | -10 |                                                        |
| 29   | Atlético de Rafaela       | 23 | 29 | 4  | 11 | 14 | 29 | 50 | -21 |                                                        |
| 30   | Crucero del Norte         | 14 | 29 | 3  | 5  | 21 | 21 | 53 | -32 |                                                        |

- Relegados a Primeira B, Nueva Chicago e Crucero del Norte.

## Premiação
| Campeão Argentino 2015 Primera División |
| Argentina                               |
| --------------------------------------- |
| Boca Juniors 31º titulo                 |